# Arena alpina di Jeongseon
L'arena alpina di Jeongseon (정선 알파인 경기장?) è una stazione sciistica situata sul monte Gariwangsan, a Bukpyeong, nella contea di Jeongseon, Corea del Sud. Costruita in occasione dei Giochi olimpici invernali del 2018, è stata inaugurata il 22 gennaio 2016. Ha poi ospitato le gare di discesa libera e supergigante della Coppa del Mondo maschile di sci alpino 2016 e della Coppa del Mondo femminile di sci alpino 2017.

## Caratteristiche
La pista maschile per la discesa libera parte ad un'altezza di 1 370 metri e termina ad un'altezza di 545, percorrendo una lunghezza di 2 857 m con un dislivello di 825 metri, 25 metri oltre il limite minimo richiesto dalla Federazione Internazionale Sci. La pista femminile ha invece una lunghezza di 2 388 m con un dislivello di 748 metri. In origine, la pista maschile avrebbe dovuto iniziare ad un'altezza di 1 430 metri, poi modificata per via di preoccupazioni ambientali.